# Buquebus
Buquebus es una empresa de transporte fluvial y terrestre de pasajeros que une Uruguay y Argentina con sus ferries cruzando el Río de la Plata. Fundada en 1979 por el empresario argentino Juan Carlos López Mena, a lo largo de los años Buquebus ha ampliado su oferta de servicios, incluyendo la incorporación de buques de mayor capacidad y comodidad, así como la diversificación de sus actividades en el sector turístico.

## Historia
La historia de Buquebus se remonta a sus inicios como un emprendimiento que buscaba establecer una conexión rápida y confiable entre Buenos Aires, Argentina, y Montevideo, Uruguay. 
A lo largo de los años, Buquebus ha logrado el liderazgo en el mercado gracias a la incorporación de buques ultralivianos, rápidos y sustentables, como el Buque Francisco, sumado a la flota en 2013, que es propulsado por gas natural licuado.

### Recorridos
Buquebus realiza recorridos fluviales entre Buenos Aires (en la ribera argentina), Colonia del Sacramento y Montevideo (en la ribera uruguaya). Asimismo, realiza recorridos terrestres entre estas localidades y otros balnearios, principalmente Punta del Este. Sus servicios son muy concurridos durante temporadas de vacaciones, en las cuales miles de turistas argentinos suelen descansar en las costas uruguayas y del sur de Brasil.
En abril de 2020, Buquebus anuncia en su sitio web que a fin de año reanudarán la ruta que une la capital porteña con la ciudad de Piriápolis, ruta que había dejado de operarse desde el año 2003. Sin embargo, con el avance de la pandemia del COVID-19, se canceló dicho proyecto por el momento.

### Operaciones en España
Buquebus también operó en España, haciendo recorridos en el Estrecho de Gibraltar, entre Algeciras y Ceuta y en el Mediterráneo entre Mallorca y la península, hasta que el 19 de septiembre de 2007 fue adquirida (en un 55%) por la naviera Balearia tomando esta su control efectivo, siendo una operación que le permitiría al grupo empresario reestructurar algunos servicios (como entrar en el negocio de los cruceros y cotizar en las bolsas de Buenos Aires y Montevideo).
Durante el periodo de operaciones en España, utilizó los catamaranes Avemar, Avemar Dos, Catalonia, Ronda Marina, Thomas Edison y Patricia Oliva así como el monocasco Albayzin.

### Divisiones
En 2014, la empresa cierra el área Buquebus Turismo.

## Flota
| Imagen | Buque              | Construido      | Entrada en servicio | Eslora (m) | Pasajeros | Bandera              | Velocidad (nudos) |
| ------ | ------------------ | --------------- | ------------------- | ---------- | --------- | -------------------- | ----------------- |
|        | Juan Patricio      | 1995            | 1995                | 70         | 450       | Bandera de Argentina | 47                |
|        | Atlantic III       | 1993            | 1993                | 74         | 610       | Bandera de Uruguay   | 38                |
|        | Silvia Ana L       | 1996            | 1996 - 2000 2007 -  | 125        | 1200      | Bandera de Uruguay   | 42                |
|        | HSC Francisco      | 2013            | 2013                | 100        | 950       | Bandera de Uruguay   | 58                |
|        | HSC China Zorrilla | en construcción | -                   | 130        | 2100      | Bandera de Uruguay   | 25                |

En su flota cuenta con el buque más rápido y ecológico del mundo, que se abastece de gas natural licuado. Fue nombrado en homenaje al Papa Francisco, de bandera uruguaya.
Los barcos Silvia Ana L, Atlantic III y Juan Patricio cubren la ruta Buenos Aires - Colonia y el Francisco Papa realiza la ruta Buenos Aires - Montevideo.

## Planta de licuefacción
Para proveer de combustible a su buque insignia, el Francisco, Buquebus construyó su propia planta de licuefacción de Gas Natural.
Con una capacidad de producción de GNL ajustable según las necesidades, puede llegar a un máximo de 12 tpd (toneladas por día) ó 7.000 gpd (galones por día). Se trata de una planta móvil y paquetizada de pequeña escala para la Producción Distribuida de GNL, capaz de ser enviada en un remolque hacia cualquier destino para su inmediata puesta en marcha.

## Proyectos
Buquebus está construyendo un nuevo ferry ultraliviano, 100% eléctrico, el único de su tipo en el mundo, con cero emisiones. Su foco es la sustentabilidad y un nivel de experiencia superior para los pasajeros. Transportará 2100 pasajeros, 226 vehículos y tendrá 3000 metros cuadrados de espacio para esparcimiento.